# پاریاب (ملکشاهی)
پاریاب یک روستا در ایران است که در بخش مرکزی شهرستان ملکشاهی در استان ایلام واقع شده‌است.

## جمعیت
این روستا در دهستان چمزی قرار دارد و براساس سرشماری مرکز آمار ایران در سال ۱۳۸۵، جمعیت آن ۱۵۵ نفر (۳۶ خانوار) بوده‌است.